# Philippe Combessie
Philippe Combessie est un sociologue français né en 1961. Fils du sociologue Jean-Claude Combessie (1937-2010), il est principalement connu pour ses analyses concernant  l'enfermement carcéral.

## Thèmes de recherche
À partir de sa thèse, sous la direction de Robert Castel (1933-2013), Philippe Combessie a analysé le fonctionnement de l'univers carcéral et la place de la prison dans la société. Il a notamment étudié les interactions entre les bâtiments pénitentiaires et l'extérieur, dans une perspective d'écologie sociale. Il a travaillé avec Anne-Marie Marchetti sur les pauvretés en prison, avec l'INSEE sur l'histoire familiale des hommes détenus, et avec Claude Faugeron et Antoinette Chauvenet sur les différentes approches de l'enfermement carcéral. Son travail s'est étendu ensuite vers différents aspects du contrôle social.
Il propose notamment une actualisation des analyses sociologiques de la responsabilité pénale développées au début du XXe siècle par Paul Fauconnet : selon Philippe Combessie, dans les sociétés contemporaines où le champ judiciaire prend une ampleur de plus en plus grande, l'enfermement carcéral - même en l'attente ou en l'absence de condamnation - constitue un marquage infamant sensiblement plus puissant que la condamnation pénale, qui tend à être banalisée dans la plupart des espaces sociaux, sauf si elle est suivie d'une incarcération. En cela ses travaux rejoignent ceux de Michel Foucault.
Il développe également des recherches de socio-anthropologie des comportements sexuels considérés comme déviants, notamment au sujet des pratiques de pluripartenariat. Il analyse en particulier les différentes formes de contrôle social qui s'exercent sur les femmes qui, à certains moments de leur vie, sont amenées à développer ce type de pratique (à la fin de l'adolescence ou aux débuts de la vie adulte, entre copines, après une rupture conjugale, après la ménopause, avec un compagnon complice, en marge d'une relation de couple, ou, au contraire, dans le cadre de relations dites de « polyamour »). Ses travaux le conduisent à analyser la sexualité humaine en termes de négociation(s).
Les comportements sexuels déviants ont en commun avec l'enfermement carcéral de sembler devoir demeurer dans l'ombre. Dans les deux cas, on se trouve donc en présence de situations où trois parties interagissent, deux d'entre elles ayant tendance à laisser la troisième à l'écart. Une lecture transversale de ces travaux souligne l'importance des pratiques d'occultation (euphémisation, masquage, déni…) dans la société occidentale contemporaine.

## Parcours biographique
Entre 1990 et 2006, il est chercheur au Groupe d'analyse du social et de la sociabilité - GRASS (UMR 7022 CNRS-Paris 8) et enseignant à l'Université Paris Descartes. Nommé en 2006 professeur de socio-anthropologie à l'Université Paris Nanterre, il y contribue à la fondation du laboratoire d'analyses socio-anthropologiques du contemporain (Lasco). En 2015, Philippe Combessie est élu directeur du Soφapol [EA3932]. Il abandonne cette charge en 2020, lorsqu'il est élu président du Conseil académique de la ComUE Université Paris Lumières.
De 2008 à 2017, il était trésorier de la Société d'ethnologie française.
Depuis 2018, il codirige, avec Anne Monjaret, aux Presses universitaires de Paris Nanterre, la collection Ethnographies plurielles.

## Prix et distinctions
- 1996 : prix Gabriel Tarde pour Prisons des villes et des campagnes : étude d’écologie sociale